# Tokarowszczyzna
Tokarowszczyzna (białorus. Токаровщина) – wieś w Polsce położona w województwie podlaskim, w powiecie białostockim, w gminie Michałowo.
Według Pierwszego Powszechnego Spisu Ludności z 1921 roku Tokarowszczyzna była osadą liczącą 5 domów i 46 mieszkańców (23 kobiety i 23 mężczyzn). Większość mieszkańców miejscowości zadeklarowała wyznanie prawosławne (31 osób), pozostali zgłosili wyznanie rzymskokatolickie (15 osób). Podział religijny mieszkańców Tokarowszczyzny niemal całkowicie odzwierciedlał ich strukturą narodowo-etniczną, gdyż większość mieszkańców wsi, w liczbie 32 osób, podała narodowość białoruską, pozostali podali narodowość polską (14 osób). W okresie międzywojennym miejscowość znajdowała się w gminie Zabłudów.
W latach 1975–1998 miejscowość administracyjnie należała do województwa białostockiego.
W strukturze Kościoła Prawosławnego wieś podlega parafii pw. Narodzenia św. Jana Chrzciciela w Nowej Woli.